# Матида, Коки
Коки Матида (яп. 町田 浩樹; род. 25 августа 1997, Ибараки) — японский футболист, защитник клуба «Хоффенхайм» и сборной Японии. Участник Олимпийских игр 2020 года.

## Клубная карьера
Воспитанник клуба «Касима Антлерс», где и начал профессиональную карьеру. Его дебют в чемпионате Японии состоялся 14 мая 2017 года в матче против «Виссел Кобе» (1:2). Участник матча Кубка обладателей Кубка Джей-лиги и Южноамериканского кубка 2016 года. Играл в Лиге чемпионов АФК 2019 года.
В январе 2022 года перешёл на правах аренды в бельгийский «Юнион». В чемпионате Бельгии дебютировал 13 февраля 2022 года в игре с «Сент-Трюйденом» (0:1). Участник Лиги Европы УЕФА сезона 2022/23.
Летом 2023 года стал полноценным игроком «Юниона». По итогам сезона 2023/24 вместе с командой завоевал Кубок Бельгии, оформив единственный гол в финале против «Антверпена», принеся «Юниону» данный трофей впервые за 110 лет.

## Карьера в сборной
Выступал за сборные Японии различных возрастов. В составе сборной до 19 лет стал чемпионом Азии 2016 года на турнире в Бахрейне. Хадзимэ Мориясу включил Коки Матида в состав команды для участия на домашних Олимпийских играх 2020 года в Токио. На турнире Япония заняла четвёртое место, однако сам Матида сыграл лишь в одной игре на групповом этапе против ЮАР (1:0).
Дебют в составе национальной сборной Японии состоялся 12 сентября 2023 года в товарищеской игре против Турции (4:2). Участник Кубка Азии 2023 года в Катаре. По состоянию на июль 2024 года провёл за сборную Японии 10 матчей.

## Достижения
«Юнион»
- Чемпион Бельгии: 2024/25
- Обладатель Кубка Бельгии: 2023/24
- Обладатель Суперкубка Бельгии: 2024

Сборная Японии (до 19 лет)
- Чемпион Азии среди юноши до 19 лет: 2016